# José Córdoba
José Córdoba, né le 3 juin 2001 à Panama au Panama, est un footballeur international panaméen, qui joue au poste de défenseur central  à Norwich City.

## Biographie

### Carrière en club
Né à Panama au Panama, José Córdoba est formé par le CA Independiente de La Chorrera, jouant son premier match en professionnel avec ce club le 3 novembre 2018, lors d'une rencontre de championnat face au Santa Gema F.C. (en). Il est titularisé et les deux équipes se neutralisent (1-1 score final). Il est par la suite prêté en 2020 au Celta de Vigo, en Espagne, où il joue avec les équipes de jeunes. En janvier 2021, il rejoint la Bulgarie et le club du SFK Etar Veliko Tarnovo après avoir fait un essai concluant. Le 7 septembre 2021 il rejoint un autre club bulgare, le Levski Sofia, sous la forme d'un prêt.
Le 5 avril 2022, Córdoba s'engage définitivement avec le Levski Sofia. Le transfert est effectif à partir du 1er juillet 2022 et il signe un contrat de trois ans.
Avec le Levski Córdoba joue son premier match de coupe d'Europe, à l'occasion d'une rencontre qualificative pour la phase de groupe de la Ligue Europa Conférence 2022-2023 le 21 juillet 2022, face au PAOK Salonique. Il est titularisé et son équipe l'emporte par deux buts à zéro.
Lors de l'été 2024, José Córdoba rejoint Norwich City. Le transfert est annoncé dès le 6 juin 2024 et il signe un contrat courant jusqu'en juin 2027,.

### En sélection
José Córdoba est convoqué pour la première fois avec l'équipe nationale du Panama par le sélectionneur Thomas Christiansen en mars 2022. Il honore sa première sélection lors de ce rassemblement, le 31 mars 2022 contre le Canada. Il est titularisé et son équipe s'impose par un but à zéro.
En juin 2024, Córdoba figure dans la liste des joueurs panaméens retenus par Thomas Christiansen pour participer à la Copa América 2024.